# 清水康之
清水 康之（しみず やすゆき、1972年2月11日 - ）は、東京都生まれで埼玉県出身の社会運動家。NPO法人ライフリンク創設代表者。元NHK職員。

## 略歴
1972年に東京都で生まれ、高校を1年次で中退して米国レイクワシントン高等学校を経て、国際基督教大学教養学部で姜尚中に師事する。1997年に日本放送協会でNHK札幌放送局へ赴任後、ディレクター職を務める。2000年にあしなが育英会を取材し、クローズアップ現代「お父さん死なないで～親の自殺 遺された子供たち～」を製作する。
2004年にNHKを退職してライフリンクを設立する。2006年に自殺対策基本法設立を署名活動した。2009年に内閣府参与を務めた。

## 共著
- 『闇の中に光を見いだす - 貧困・自殺の現場から』（湯浅誠、岩波ブックレット、2010年）
- 『「自殺社会」から「生き心地の良い社会」へ』（上田紀行、講談社、2010年）
- 『自殺者三万人を救え! - "命"みんなで守る社会戦略』（望月昭、細川貂々、澤登和夫、藤澤克己、佐々木久長、NHK「"命"みんなで守る」制作班、NHK出版、2011年）

## 映画
friends after 3.11 劇場版（2012年、監督：岩井俊二）

## インタビュー
- NHK教育 ハートネットTV「清水康之「今、自殺について語る。」 - ウェイバックマシン（2014年4月7日アーカイブ分）
- 共同通信 日本再生考第3回・清水康之氏
- 人権情報ネットワーク 自殺実態が解明されれば、自ずと対策は見えてくる
- 国際基督教大学 「今を輝く同窓生たち」NPO法人自殺対策支援センター「ライフリンク」代表 清水康之 - ウェイバックマシン（2010年9月11日アーカイブ分）